# Puccinia cephalandrae-indicae
Puccinia cephalandrae-indicae är en svampart som beskrevs av Syd. & P. Syd. 1906. Puccinia cephalandrae-indicae ingår i släktet Puccinia och familjen Pucciniaceae.   Inga underarter finns listade i Catalogue of Life.